# Hardy Binguila
Hardy Binguila (17 de julho de 1996) é um futebolista profissional congolês que atua como meia.

## Carreira
Hardy Binguila representou o elenco da Seleção Congolesa de Futebol no Campeonato Africano das Nações de 2015.